# Вуэльта Оксиденте
 Вуэльта Оксиденте  (исп. Vuelta a Occidente) — шоссейная многодневная велогонка, прошедшая по территории Сальвадора в 2008 году.

## История
Гонка была проведена единственный раз, который прошёл в рамках Женского мирового шоссейного календаря UCI. Проводилась одновременно с Вуэльтой Сальвадора и Гран-при Санта-Аны.
Маршрут гонки состоял из пролога (на бульваре Мальтийского ордена в Сан-Сальвадоре), двух полуэтапов группового (Кесальтепеке — Чальчуапа) и индивидуального (Атикисая — Чальчуапа), а также полноценного группового этапа (мэрия Санта-Аны — Хуаюа). Общая протяжённость дистанции составила 178,2 км.
Победительницей гонки стала нидерландка Марианна Вос, также выигравшая 3 из 4 этапов и рассматривавшая данную гонку в качестве подготовки к предстоявшим Олимпийским играм.

## Призёры
| Год  | Победитель   | Второй           | Третий               |
| ---- | ------------ | ---------------- | -------------------- |
| 2008 | Марианна Вос | Татьяна Стяжкина | Мариа Изабель Морено |